# Chestertown
Chestertown és una població dels Estats Units a l'estat de Maryland. Segons el cens del 2000 tenia 4.746 habitants.

## Demografia
Segons el cens del 2000, Chestertown tenia 4.746 habitants, 1.891 habitatges, i 945 famílies. La densitat de població era de 702,1 habitants per km².
Dels 1.891 habitatges en un 18,9% hi vivien nens de menys de 18 anys, en un 32,8% hi vivien parelles casades, en un 14,1% dones solteres, i en un 50% no eren unitats familiars. En el 41,6% dels habitatges hi vivien persones soles el 19,5% de les quals corresponia a persones de 65 anys o més que vivien soles. El nombre mitjà de persones vivint en cada habitatge era d'1,96 i el nombre mitjà de persones que vivien en cada família era de 2,61.
Per edats la població es repartia de la següent manera: un 13,4% tenia menys de 18 anys, un 25,6% entre 18 i 24, un 18,5% entre 25 i 44, un 18,2% de 45 a 60 i un 24,2% 65 anys o més.
L'edat mediana era de 38 anys. Per cada 100 dones de 18 o més anys hi havia 71,6 homes.
La renda mediana per habitatge era de 31.530 $ i la renda mediana per família de 40.960 $. Els homes tenien una renda mediana de 27.283 $ mentre que les dones 25.513 $. La renda per capita de la població era de 18.769 $. Entorn del 12,8% de les famílies i el 18,5% de la població estaven per davall del llindar de pobresa.

## Poblacions més properes
El següent diagrama mostra les poblacions més properes.